# Tomislavgrad
Tomislavgrad é uma cidade e município homônimo na Bósnia e Herzegovina, com aproximadamente 33.000 habitantes. A comunidade, predominantemente habitada por croatas, está localizada no nordeste da Herzegovina e pertence ao Cantão 10 da Federação da Bósnia e Herzegovina. O principal centro do município é a cidade de Tomislavgrad.

## Localização
A comunidade faz fronteira com Posušje (sul), Livno (noroeste), Kupres (norte), Prozor (nordeste), Jablanica (leste) e com a cidade croata de Imotski (oeste). A região está principalmente no planalto de Duvanjsko Polje e também inclui os planaltos Šuičko Polje ao norte e Roško Polje ao sudoeste.
Tomislavgrad fica entre 840 e 900 metros de altitude, cercada por montanhas como o Pločno (2228 m) e o Veliki Vran (2207 m). As temperaturas no inverno podem chegar a −25 °C, e no verão, ultrapassar 40 °C.
Os lagos Buško jezero (artificial) e Blidinjsko jezero (glacial) são destaques. O Duvanjsko Polje, onde Tomislavgrad está localizada, é uma área de cerca de 300 km² com terreno cárstico. Após chuvas, a água escoa rapidamente, causando secas frequentes no verão. Na primavera, a planície frequentemente inunda devido ao degelo nas montanhas.

### Localidades do municipio
O território do município de Tomislavgrad inclui, além da cidade propriamente dita, as seguintes localidades: Baljci, Blažuj, Bogdašić, Borčani, Bukova Gora, Bukovica, Cebara, Crvenice, Ćavarov Stan, Dobrići, Donji Brišnik, Eminovo Selo, Galečić, Gornja Prisika, Gornji Brišnik, Grabovica, Jošanica, Kazaginac, Kolo, Kongora, Korita, Kovači, Krnjin, Kuk, Letka, Lipa, Liskovača, Lug, Mandino Selo, Mesihovina, Mijakovo Polje, Miljacka, Mokronoge, Mrkodol, Omerovići, Omolje, Oplećani, Pačari, Pasić, Podgaj, Prisoje, Radoši, Rašćani, Rašeljke, Raško Polje, Renići, Rošnjače, Sarajlije, Seonica, Srđani, Stepen, Stipanići, Šuica, Tubolja, Vedašić, Vinica, Vojkovići, Vranjače, Vrilo, Zaljiće, Zaljut e Zidine.

### Nome
O nome da cidade de Tomislavgrad mudou várias vezes ao longo da história. Na época romana, era chamada Delminium. Durante o período dos governantes croatas e bósnios, a cidade foi chamada de Županjac, devido à sede da paróquia (župa) de Duvno. Durante o domínio otomano, passou a ser chamada Županj-potok (potok significa "riacho") e, sob o Império Austro-Húngaro, voltou a ser Županjac.
Em 1925, para comemorar o milésimo aniversário da coroação do primeiro rei croata, Tomislau I da Croácia, a cidade foi renomeada como Tomislavgrad, permanecendo assim até 1945. De 1945 a 1990, a cidade passou a ser chamada Duvno. Desde 1990, voltou ao nome Tomislavgrad.

## População
Tomislavgrad é um município de população predominantemente croata-bósnia, sendo o croata a principal etnia e idioma da região. A maioria dos habitantes segue o catolicismo, refletindo a influência cultural e religiosa da Croácia vizinha.
A população da área sofreu flutuações significativas ao longo do século XX devido a guerras, mudanças políticas e movimentos migratórios. Durante a Guerra da Bósnia (1992–1995), a região foi fortemente afetada, o que resultou em deslocamentos populacionais e, em alguns casos, emigração para países europeus e além. Nos últimos anos, muitos jovens têm emigrado para países da União Europeia em busca de melhores oportunidades econômicas, o que impacta a demografia local, com uma população relativamente envelhecida em comparação com décadas anteriores.
Hoje, Tomislavgrad continua sendo uma área culturalmente importante para os croatas da Bósnia e Herzegovina, com esforços locais para preservar suas tradições, língua e patrimônio cultural.

## Links úteis
Site oficial do municipio de Tomislavgrad